# SG SAPR
Das SG 751 SAPR (SWISS ARMS Precision Rifle) ist ein Präzisionsselbstladegewehr der Firma SAN Swiss Arms AG, Nachfolgerin der SIG Arms AG.

## Geschichte
Mitte 1995 tauchten erste Entwürfe und Prototypen dieser Waffe auf. Der Vorgänger war das SG 550-1 Sniper, das zu teuer war und ein zu kleines Kaliber hatte, daher wurde von 5,56 × 45 mm NATO (.223) auf 7,62 × 51 mm NATO (.308) erhöht. Die Waffe basiert weiterhin auf der bewährten SG550-Baureihe.
Ein weiterer Grund für den Kaliberwechsel zum international standardisierten .308 war die Auftragsfertigung der 5,56 mm (Gw Pat 90) und die eigens für das „alte“ Sturmgewehr 57 gefertigte Munition 7,5 × 55 mm Swiss (GP 11). 

## Technik
Das SG 751 SAPR ist ein indirekter Gasdrucklader mit Drehkopfverschluss und basiert technisch auf der bewährten SG-550-Modellreihe, verschiesst jedoch das kraftvollere Kaliber 7,62 × 51 mm NATO (.308).
Der Lauf ist kaltgehämmert. Das Gewehr kann im Einzelschuss oder im Seriefeuer verwendet werden. Der Abzug besitzt einen Druckpunkt und hat ein Abzugsgewicht von 35 N, der Abzugsbügel ist für das Schiessen mit Handschuhen auf beide Seiten schwenkbar. Das Gehäuse ist mit einer Picatinny-Schiene sowie einem aufklappbaren Notvisier ausgestattet.
Die Gasdüse kann 4 Positionen einnehmen, womit durch unterschiedlich grosse Durchlassbohrungen die Gasmenge für den Repetiermechanismus geregelt werden kann.
Die Schulterstütze ist einklappbar, wodurch das Gewehr um 226 mm kürzer wird, ohne dass sich Einschränkungen in der Funktion ergeben. (Jedoch können keine gekoppelten Magazine mehr verwendet werden.)
Das 20-Schuss-Magazin ist aus schlagfestem, transparentem Kunststoff gefertigt. Damit ist es 30 % leichter als Magazine aus Stahlblech und der Ladezustand ist leichter sichtbar. Das üblichste Magazin hat auf einer Seite zwei Nocken und auf der gegenüberliegenden Seite zwei Aufnahmen für ebensolche Nocken. Damit können Magazine für den schnellen Wechsel im sogenannten „jungle style“ theoretisch unbegrenzt gekoppelt werden (wobei mehr als 3 Stück aneinander nicht praktikabel sind). Ebenfalls werden auch Magazine ohne ein solches Kopplungssystem hergestellt.

## Modellvarianten
Die SG 751 SAPR gibt es in zwei Ausführungen in unterschiedlichen Lauflängen. Die Version Long Barrel (LB) mit Lauflängen von 16" bis 20" und die Version Short Barrel (SB) mit Lauflängen von 13" und 14".
| Bezeichnung    | Lauflänge      | Gesamtlänge      | Gewicht |
| -------------- | -------------- | ---------------- | ------- |
| SG 751 SAPR LB | 520 mm / 20,0" | 1025 mm / 799 mm | 3960 g  |
| SG 751 SAPR LB | 455 mm / 18,0" | 960 mm / 734 mm  | 3820 g  |
| SG 751 SAPR LB | 421 mm / 16,5" | 911 mm / 685 mm  | 3730 g  |
| SG 751 SAPR SB | 365 mm / 14,0" | 870 mm / 644 mm  | 3630 g  |
| SG 751 SAPR SB | 338 mm / 13,0" | 843 mm / 617 mm  | 3580 g  |

## Zubehör
Der Kunststoffhandschutz kann durch einen aus Aluminium hergestellten Handschutz mit 4 Picatinny-Schiene zur Montage von Anbauteilen wie TacLight oder einem Zweibein ersetzt werden. Für den Einsatz eines Granatwerfers kann der untere Handschutz entfernt werden und stattdessen der GL 75140 angebracht werden.
Die Swiss Arms stellt ebenfalls eine Visierung her, welche von derjenigen des SG 550 abgeleitet ist. Das Dioptervisier mit den 4 Stellungen kann auf die Picatinny-Schiene auf dem Gehäuse montiert werden, der Kornaufsatz ist abklappbar und wird auf dem Kornhalter bei der Mündung angebracht.
Die klappbare Schulterstütze kann durch einen klappbaren Schiebeschaft ausgetauscht werden, welcher in 2 Stufen um je 20 mm eingeschoben werden kann. Dies verhindert jedoch die Montage der Wangenauflage.
Der Standard-Pistolengriff lässt sich einfach durch Andere ersetzen, womit der Schütze eine weitere Möglichkeit gewinnt, sich sein Gewehr auf seine individuellen Bedürfnisse anzupassen.
Für den Einsatz im Schiessstand oder in verdeckten Operationen kann ein Hülsenfänger angebracht werden, in welchem die ausgestossenen Hülsen aufgefangen werden.